# Projeto de Intercomparação de Modelos Acoplados
Em climatologia, o Projeto de Intercomparação de Modelos Acoplados (CMIP, do inglês Coupled Model Intercomparison Project) é um framework colaborativo projetado para melhorar o conhecimento sobre mudanças climáticas. Ele foi organizado em 1995 pelo Grupo de Trabalho sobre Modelagem Acoplada (WGCM) do Programa Mundial de Pesquisa Climática (WCRP). O CMIP é desenvolvido em fases para promover melhorias nos modelos climáticos e apoiar avaliações nacionais e internacionais sobre mudanças climáticas. Um projeto relacionado é o Projeto de Intercomparação de Modelos Atmosféricos [en] (AMIP) para modelos globais acoplados de circulação geral oceanos-atmosfera (GCMs).
Modelos acoplados são modelos computacionais do clima da Terra nos quais diferentes componentes (como atmosfera, oceanos, terra e gelo) são "acoplados" e interagem em simulações.

## Fases do CMIP
O Programa para Diagnóstico e Intercomparação de Modelos Climáticos [en] (PCMDI) no Laboratório Nacional Lawrence Livermore tem apoiado várias fases do CMIP, ajudando o WGCM a definir o escopo do projeto, mantendo a base de dados e participando da análise dos dados. O CMIP recebeu saídas de modelos de simulações climáticas pré-industriais ("corridas de controle") e simulações com aumento de 1% ao ano de CO₂ de cerca de 30 GCMs acoplados. Fases mais recentes do projeto incorporam cenários mais realistas de forçantes climáticas tanto para cenários históricos, paleoclimáticos quanto futuros.

### Fases 1 e 2 do CMIP
A resposta ao anúncio do CMIP1 foi muito bem-sucedida, com até 18 modelos acoplados globais participando da coleta de dados, representando a maioria dos grupos internacionais com GCMs acoplados globais. Consequentemente, na reunião de Setembro de 1996 do grupo de experimentação numérica CLIVAR [en] NEG2 em Victoria, Canadá, decidiu-se que o CMIP2 seria uma intercomparação de integrações com aumento composto de 1% ao ano de CO2 (com duração de 80 anos), onde o CO2 dobra por volta do ano 70.

### Fase 3 do CMIP
Durante 2005 e 2006, uma coleção de saídas de modelos climáticos foi coordenada e armazenada pelo PCMDI. As saídas dos modelos climáticos incluíam simulações de cenários climáticos passados, presentes e futuros. Essa atividade permitiu que modelos climáticos fora dos principais centros de modelagem realizassem pesquisas relevantes para os cientistas que preparavam o Quarto Relatório de Avaliação do IPCC (IPCC-AR4). Para o CMIP3, uma lista de 20 experimentos diferentes foi proposta, e o PCMDI manteve a documentação de todos os modelos climáticos globais envolvidos. Informações adicionais e conjuntos de dados estão disponíveis em.

### Fase 5 do CMIP
A próxima fase do projeto (2010–2014) foi o CMIP5. O CMIP5 incluiu mais metadados descrevendo as simulações dos modelos do que as fases anteriores. O projeto METAFOR [en] (do Inglês para "Common Metadata for Climate Modelling Digital Repositories", ou Metadados comuns para repositórios digitais de modelagem climática em Português) criou um esquema exaustivo descrevendo os aspectos científicos, técnicos e numéricos das execuções do CMIP, que foi arquivado junto com os dados de saída.
Um objetivo principal dos experimentos do CMIP5 era abordar questões científicas pendentes que surgiram como parte do processo do IPCC AR4, melhorar a compreensão do clima e fornecer estimativas de futuras mudanças climáticas úteis para aqueles que consideram suas possíveis consequências. O Quinto Relatório de Avaliação do IPCC resume as informações dos experimentos do CMIP5, enquanto o protocolo experimental do CMIP5 foi endossado pela 12ª Sessão do Grupo de Trabalho do WCRP sobre Modelagem Acoplada (WGCM). Informações adicionais e conjuntos de dados estão disponíveis em.

### Fase 6 do CMIP

Matriz de cenários SSP-RF, utilizando o CMIP6

As reuniões de planejamento para a Fase 6 começaram em 2013, e uma visão geral do projeto e organização foi publicada em 2016. Até 2018, o CMIP6 havia endossado 23 Projetos de Intercomparação de Modelos (MIPs) envolvendo 33 grupos de modelagem em 16 países. Um pequeno número de experimentos comuns também foi planejado. O prazo para submissão de artigos para contribuir com o Grupo de Trabalho I do Sexto Relatório de Avaliação do IPCC é o início de 2020.
A estrutura do CMIP6 foi expandida em relação ao CMIP5, fornecendo um framework equivalente chamado Diagnóstico, Avaliação e Caracterização do Clima (DECK, do inglês Diagnostic, Evaluation and Characterization of Klima) (klima é grego para "clima"), juntamente com um conjunto de MIPs Endossados para melhorar a descrição de aspectos dos modelos climáticos além do conjunto central de experimentos comuns incluídos no DECK. No entanto, os Projetos de Intercomparação de Modelos Endossados pelo CMIP (MIPs) ainda são construídos sobre as simulações históricas do DECK e do CMIP, portanto, seu principal objetivo é apenas abordar uma gama mais ampla de questões específicas. Essa estrutura será mantida em futuros experimentos do CMIP.
O CMIP6 também visa ser consistente em relação a padrões e documentação comuns. Para isso, inclui métodos para facilitar uma distribuição mais ampla e caracterização das saídas dos modelos, além de ferramentas padrão comuns para suas análises. Vários guias foram criados para gerentes de dados, modeladores e usuários.
Um conjunto de conjuntos de dados de forçantes oficiais/comuns está disponível para os estudos sob o DECK, bem como para vários MIPs. Isso permite comparações mais sensatas no conjunto de modelos criado sob o guarda-chuva do CMIP6.
Esses conjuntos de dados de forçantes comuns são armazenados e coordenados pelo input4MIPs (conjuntos de dados de entrada para Projetos de Intercomparação de Modelos).
- Emissões Históricas de Forçantes Climáticos de Vida Curta (SLCF) e gases de efeito estufa (CO2 e CH4)
- Emissões de Queima de Biomassa
- Conjuntos de Dados de Forçantes de Uso da Terra Globais em Grade[16]
- Concentrações Históricas de gases de efeito estufa: uma descrição completa foi publicada[17] através da publicação especial do CMIP6[18]
- Concentrações de Ozônio [en] e Deposição de Nitrogênio (N);[19] descrição da forçante radiativa do ozônio baseada neste conjunto de dados foi publicada.[20]
- Propriedades Ópticas dos Aerossóis e Mudança Relativa na Concentração de Gotículas de Nuvem[21][22]
- Forçante Solar:[23][24]
- Conjunto de Dados de Aerossol Estratosférico[25]
- Conjuntos de Dados de Temperatura da Superfície do Mar e Gelo Marinho do AMIP

Além dessas forçantes históricas, o CMIP6 também possui um conjunto comum de cenários futuros que incluem uso da terra e emissões, conforme necessário para as futuras Trajetórias Socioeconômicas Compartilhadas (SSPs), que substituíram os Caminhos de Concentração Representativos [en] (RCPs) dos modelos anteriores.

### Fase 7 do CMIP
Os primeiros dados são esperados para o final de 2025.